# Slaptones
Slaptones var en svensk rockabillygrupp bestående av systrarna Greta, Sunniva och Stella Bondesson samt deras far Janåke Bondesson. Gruppen bildades i Stockholm 1999. Slaptones är numera nedlagt och systrarna Bondesson spelar istället tillsammans i gruppen Baskery.

## Diskografi
- Simplify (2003)
- Amplify (2004)